# Chayenne Ewijk
Chayenne Ewijk (* 17. August 1988 in Barendrecht) ist eine niederländische Tennisspielerin.

## Karriere
Ewijk hat mit neun Jahren das Tennisspielen begonnen und bevorzugt laut ITF-Spielerinnenprofil Hardplätze. Sie spielt hauptsächlich Turniere auf dem ITF Women’s Circuit, bei denen sie bisher sieben Titel im Einzel und 19 im Doppel gewann.
Ewijk spielte 2003 ihr erstes Profiturnier in Las Palmas de Gran Canaria. 2005 stand sie in ihrem ersten Finale im Turnier von Porto Santo, wo sie gegen die Portugiesin Magali de Lattre verlor.
2008 trat sie zum ersten Mal bei einem Turnier der WTA Tour in Bogota in der Qualifikation an, verlor aber nach zwei Siegen in der Qualifikationsrunde und verpasste den Einzug ins Hauptfeld im Einzel.
2017 trat sie auf der WTA Tour in Washington mit ihrer Doppelpartnerin Rosalie van der Hoek im Doppelwettbewerb bei den Citi Open an, verloren aber bereits in der ersten Runde gegen das US-amerikanische Duo Jamie Loeb und Ashley Weinhold mit 2:6 und 0:2 nach verletzungsbedingter Aufgabe. Bei den Korea Open, einem weiteren Wettbewerb der WTA verloren Ewijk/van der Hoeck ebenfalls bereits in der ersten Runde gegen die thailändische Paarung Luksika Kumkhum und Peangtarn Plipuech mit 6:74 und 4:6.
Sie bestritt 2010 vier Einzel für die Niederländische Fed-Cup-Mannschaft. Von ihren vier Einzeln konnte sie zwei gewinnen.
In der 2. Tennis-Bundesliga spielte sie 2007 und 2008 für den Lintorfer Tennisclub. Für den TC Blau-Weiss Bocholt spielte sie 2009, 2010, 2013 und 2014 in der 1. Bundesliga und holte 2013 und 2014 mit Bocholt die Deutsche Meisterschaft.
In der niederländischen Liga spielte sie 2009 und 2012 für T.C. Amstelpark Gold Star Tenn (Amstelveen), 2013 für T.V. Dekker Tennis (Warmond), 2014 bis 2016 für T.C. Salland (Bathmen) und 2017 für T.V. Rapiditas (Nijmegen).
Im Dezember 2017 wurde sie mit einem Finalsieg über die 17-jährige Dainah Cameron nationale Meisterin der Niederlande im Einzel. Im Doppelfinale unterlag sie mit ihrer Partnerin Erika Vogelsang der Paarung Demi Schuurs und Rosalie van der Hoek.
Seit November 2018 wird sie nicht mehr in den Weltranglisten geführt.

## Turniersiege

### Einzel
| Nr. | Datum              | Turnier             | Kategorie   | Belag     | Finalgegnerin              | Ergebnis        |
| --- | ------------------ | ------------------- | ----------- | --------- | -------------------------- | --------------- |
| 1.  | 16. März 2008      | Las Palmas          | ITF $25.000 | Hartplatz | Kirsten Flipkens           | 4:6, 7:64, 7:64 |
| 2.  | 12. April 2008     | Telde               | ITF $10.000 | Sand      | Dominice Ripoll            | 6:2, 7:5        |
| 3.  | 30. August 2015    | Rotterdam           | ITF $10.000 | Sand      | Valentini Grammatikopoulou | 7:63, 6:3       |
| 4.  | 27. September 2015 | Solo                | ITF $10.000 | Hartplatz | Lee Pei-chi                | 6:4, 5:7, 6:2   |
| 5.  | 12. Juni 2016      | Réunion             | ITF $10.000 | Hartplatz | Estelle Cascino            | 1:6, 6:4, 6:2   |
| 6.  | 11. September 2016 | Alphen aan den Rijn | ITF $10.000 | Sand      | Suzan Lamens               | 7:5, 7:5        |
| 7.  | 19. August 2017    | Las Palmas          | ITF $15.000 | Sand      | Fanny Östlund              | 4:6, 6:4, 6:2   |

### Doppel
| Nr. | Datum              | Turnier        | Kategorie   | Belag             | Partnerin            | Finalgegnerinnen                                   | Ergebnis         |
| --- | ------------------ | -------------- | ----------- | ----------------- | -------------------- | -------------------------------------------------- | ---------------- |
| 1.  | Februar 2006       | Vale do Lobo   | ITF $10.000 | Hartplatz         | Émilie Bacquet       | Liana Ungur İpek Şenoğlu                           | 6:3, 6:3         |
| 2.  | Februar 2006       | Albufeira      | ITF $10.000 | Hartplatz         | Émilie Bacquet       | Polona Reberšak Sorana Cîrstea                     | 6:4, 6:4         |
| 3.  | Nov/Dez 2007       | La Vall d’Uixó | ITF $10.000 | Sand              | Marlot Meddens       | Alexis Prousis Lucia Sainz-Pelegri                 | 6:4, 6:4         |
| 4.  | 26. Januar 2008    | Kaarst         | ITF $10.000 | Teppich (Halle)   | Daniëlle Harmsen     | Neda Kozić Anastasia Poltoratskaya                 | 6:4, 6:1         |
| 5.  | 24. Februar 2008   | Portimão       | ITF $10.000 | Hartplatz         | Émilie Bacquet       | Elena Chalova Ljudmila Nikojane                    | ohne Spiel       |
| 6.  | April 2008         | Telde          | ITF $10.000 | Sand              | Dominice Ripoll      | Anne-Valerie Evain Petra Pajalic                   | 6:2, 3:6, [10:4] |
| 7.  | August 2008        | Enschede       | ITF $10.000 | Sand              | Pauline Wong         | Daniela Covello Bo Verhulsdonk                     | 6:1, 6:4         |
| 8.  | 11. Oktober 2008   | Jounieh        | ITF $50.000 | Sand              | Nastassja Jakimawa   | Carmen Klaschka Laura Siegemund                    | 7:5, 7:5         |
| 9.  | 26. September 2009 | Telawi         | ITF $25.000 | Sand              | Marlot Meddens       | Tatia Mikadse Manana Shapakidze                    | 6:2, 6:4         |
| 10. | 21. August 2015    | Las Palmas     | ITF $10.000 | Sand              | Rosalie van der Hoek | Marta Hugi González Encinas Estela Pérez Somarriba | 7:65, 6:0        |
| 11. | 18. März 2016      | Nanjing        | ITF $10.000 | Hartplatz         | Rosalie van der Hoek | Kseniia Bekker Lidsija Marosawa                    | 6:4, 6:2         |
| 12. | 16. April 2016     | Dijon          | ITF $10.000 | Hartplatz (Halle) | Rosalie van der Hoek | Manon Peral Maud Vigne                             | 6:2, 6:0         |
| 13. | 24. Juni 2016      | Grand Baie     | ITF $10.000 | Hartplatz         | Rosalie van der Hoek | Kyra Shroff Dhruthi Tatachar Venugopal             | 6:3, 6:3         |
| 14. | 21. Juli 2016      | Don Benito     | ITF $10.000 | Teppich           | Rosalie van der Hoek | Arabela Fernández Rabener Jana Sisikowa            | 7:5, 6:2         |
| 15. | 16. September 2016 | Petingen       | ITF $10.000 | Hartplatz (Halle) | Rosalie van der Hoek | Justyna Jegiołka Magali Kempen                     | 7:66, 6:3        |
| 16. | 14. Oktober 2016   | Lagos          | ITF $25.000 | Hartplatz         | Rosalie van der Hoek | Valentini Grammatikopoulou Prarthana Thombare      | 6:3, 7:5         |
| 17. | 4. November 2016   | Oslo           | ITF $10.000 | Hartplatz (Halle) | Rosalie van der Hoek | Karen Barritza Michaela Hončová                    | 6:4, 6:4         |
| 18. | 7. Oktober 2017    | Telde          | ITF $15.000 | Sand              | Lisa Sabino          | Anastasia Iamachkine Ana Lantigua de la Nuez       | 6:1, 6:1         |
| 19. | 4. November 2017   | Petingen       | ITF $15.000 | Hartplatz (Halle) | Rosalie van der Hoek | Priscilla Heise Déborah Kerfs                      | 6:2, 4:6, [10:8] |